# Lịch sử Latvia

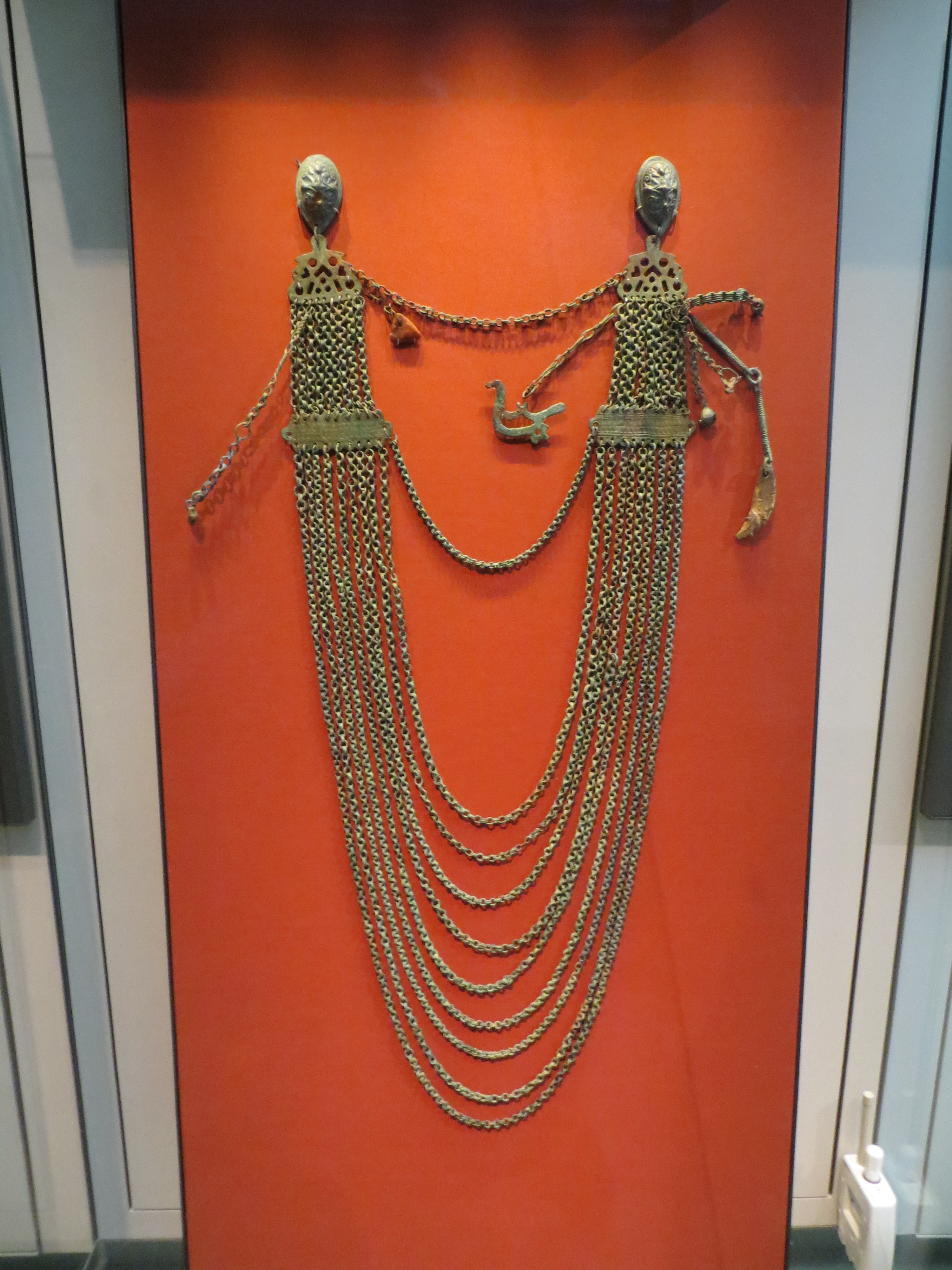
Vòng cổ bằng đồng Baltic từ làng Aizkraukle, Latvia có niên đại vào thế kỷ 12 sau Công nguyên hiện nằm trong Bảo tàng Anh.

Lịch sử Latvia bắt đầu vào khoảng năm 9000 trước Công nguyên với sự kết thúc của thời kỳ băng hà cuối cùng ở Bắc Âu. Các dân tộc Baltic cổ đại đã đến khu vực này trong thiên niên kỷ thứ hai trước Công nguyên, và bốn vương quốc bộ lạc riêng biệt trên lãnh thổ của Latvia được xác định vào cuối thiên niên kỷ thứ nhất. Con sông chính của Latvia là Daugava, là đầu của một tuyến đường thương mại quan trọng từ vùng Baltic qua Nga vào Nam Âu và Trung Đông vốn được người Viking và các thương nhân Bắc Âu và Đức sau này sử dụng.
Vào đầu thời kỳ trung cổ, các dân tộc trong khu vực chống lại sự Thiên chúa giáo hóa và trở thành đối tượng bị tấn công trong các cuộc Thập tự chinh phương Bắc. Thủ đô Riga của Latvia, được thành lập vào năm 1201 bởi người Đức tại cửa sông Daugava, đã trở thành một căn cứ chiến lược trong cuộc chinh phục khu vực này của Anh em thanh kiếm Livonia. Đây là thành phố lớn đầu tiên của miền nam Baltic và sau năm 1282 nó là trung tâm thương mại chính của Liên minh Hanse.
Đến thế kỷ 16, sự thống trị của người Đức vùng Baltic ở Terra Mariana ngày càng bị các thế lực khác thách thức. Do vị trí chiến lược của Latvia và thành phố thương mại thịnh vượng Riga, các vùng lãnh thổ của nước này là tâm điểm thường xuyên xảy ra xung đột và chinh phạt giữa ít nhất bốn cường quốc: Nhà nước của Trật tự Teutonic, Khối thịnh vượng chung Ba Lan-Litva, Thụy Điển và Đế chế Nga. Thời kỳ bá chủ bên ngoài cuối cùng bắt đầu vào năm 1710, khi quyền kiểm soát Riga và các vùng của Latvia ngày nay được chuyển từ Thụy Điển sang Nga trong cuộc Đại chiến phương Bắc. Dưới sự kiểm soát của Nga, Latvia là nước tiên phong trong công nghiệp hóa và xóa bỏ chế độ nông nô, do đó vào cuối thế kỷ 19, nó đã trở thành một trong những bộ phận phát triển nhất của Đế chế Nga. Các vấn đề xã hội ngày càng gia tăng và sự bất mãn gia tăng mà điều này mang lại có nghĩa là Riga cũng đóng một vai trò hàng đầu trong cuộc Cách mạng Nga 1905.
Sự đánh thức dân tộc đầu tiên của Latvia bắt đầu vào những năm 1850 và tiếp tục đơm hoa kết trái sau Thế chiến thứ nhất, sau hai năm đấu tranh trong Chiến tranh giành độc lập của Latvia, Latvia cuối cùng đã giành được độc lập có chủ quyền, được nước Nga Xô viết công nhận vào năm 1920 và cộng đồng quốc tế. vào năm 1921. Hiến pháp của Latvia được thông qua vào năm 1922. Bất ổn chính trị và ảnh hưởng của cuộc Đại suy thoái đã dẫn đến cuộc đảo chính ngày 15 tháng 5 năm 1934 của Thủ tướng Kārlis Ulmanis. Nền độc lập của Latvia bị gián đoạn vào tháng 6 - tháng 7 năm 1940, khi đất nước này bị chiếm đóng và hợp nhất vào Liên bang Xô viết. Năm 1941, nó bị Đức Quốc xã xâm lược và chiếm đóng, sau đó được Liên Xô tái chiếm vào năm 1944–45.
Từ giữa những năm 1940, Cộng hòa xã hội chủ nghĩa Xô viết Latvia chịu sự kiểm soát kinh tế của Liên Xô và chứng kiến sự Nga hóa đáng kể đối với các dân tộc của mình. Tuy nhiên, văn hóa và cơ sở hạ tầng của Latvia vẫn tồn tại và trong thời kỳ Liên Xô tự do hóa dưới thời Mikhail Gorbachev, Latvia một lần nữa đi theo con đường giành độc lập, cuối cùng thành công vào tháng 8 năm 1991 và được Nga công nhận vào tháng sau. Kể từ đó, sau khi nền độc lập được khôi phục, Latvia đã trở thành thành viên của Liên hợp quốc, gia nhập NATO và gia nhập Liên minh châu Âu.
Nền kinh tế Latvia bị ảnh hưởng nặng nề trong cuộc Đại suy thoái gây ra cuộc khủng hoảng tài chính Latvia năm 2008. Điều kiện kinh tế tồi tệ hơn và cơ hội việc làm tốt hơn ở Tây Âu đã khiến người Latvia di cư ồ ạt.